# Pavol Prokopovič
Pavol Prokopovič (ur. 29 czerwca 1955 w Stropkovie) – słowacki polityk i przedsiębiorca, deputowany do Rady Narodowej, w latach 2002–2006 minister transportu, telekomunikacji i poczty.

## Życiorys
W 1974 zdał egzamin maturalny w miejscowości Humenné. W 1988 podjął studia na wydziale ekonomicznym Uniwersytetu Mateja Bela w Bańskiej Bystrzycy, które ukończył w 1992. Pracował w służbach komunalnych w Stropkovie, a na początku lat 90. zajął się prowadzeniem własnej działalności gospodarczej.
W 1995 współtworzył i stanął na czele ugrupowania ÚŽPR (związku kupców, przedsiębiorców i rolników), którym kierował do 1998. Dołączył do Słowackiej Koalicji Demokratycznej, następnie działał w Słowackiej Unii Chrześcijańskiej i Demokratycznej. W wyborach w 1998 po raz pierwszy uzyskał mandat posła do Rady Narodowej. Ponownie wybierany do słowackiego parlamentu w 2002 i 2006.
Od października 2002 do lipca 2006 sprawował urząd ministra transportu, telekomunikacji i poczty w drugim rządzie Mikuláša Dzurindy.